# ベル・コット
ベルコート（英: Bellcote）、ベル・コート（英: Bell-cote）、もしくはベル・コット（英: Bell-cot）は、1個以上の鐘を守る小規模な枠組みのことである。ベルコートは教会建築ではありふれているが、学校のような施設にもよく見られる。壁から突き出ているブラケットを支えているかもしれないし、或いは塔のないチャペルや教会の屋根に建てられているかもしれない。聖餐式における聖別の時に鳴らされる祭鈴が置かれていることが多い。
ベルコートはより古い建築物や共同社会を参照する際に歴史書の至るところで触れられている。『ブロムスグローヴの教会：その歴史と古代遺物』はベルコートにおける建築と整備について深く掘り下げている一例である。またベルコートについてはウィルトシャー州考古学・自然史協会発行のウィルトシャー州考古学・自然史マガジンの第8号とサマセット州考古学・自然史協会議事録第29巻でも論じられている。

## 語源
「ベルコート（Bellcote）」は鐘を意味する「ベル（Bell）」と小屋を意味する「コット（Cot）」もしくは「コート（Cote）」から来る複合名詞である。「Bell」は読んで字の如くである。「Cot」「Cote」という言葉はゲルマン語派から来た古期英語である上に、ある種の避難小屋、特に鳥類や哺乳動物の避難小屋（en:Dovecateを参照）、小屋、もしくは間仕切り部屋のことを意味する。

ベルコートの実例
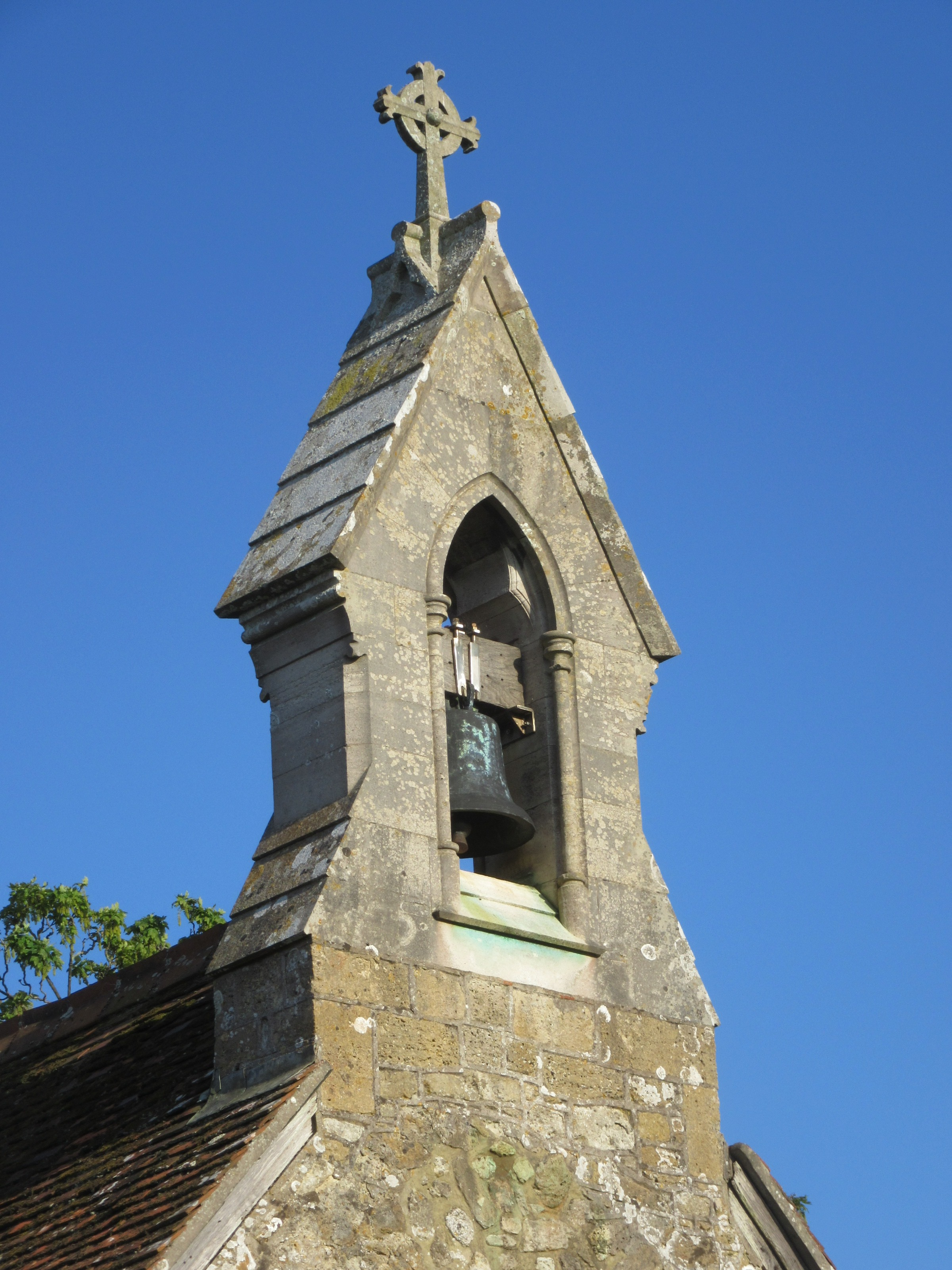
ワイト島（イングランド）にあるセント・エドムント教会のベルコート
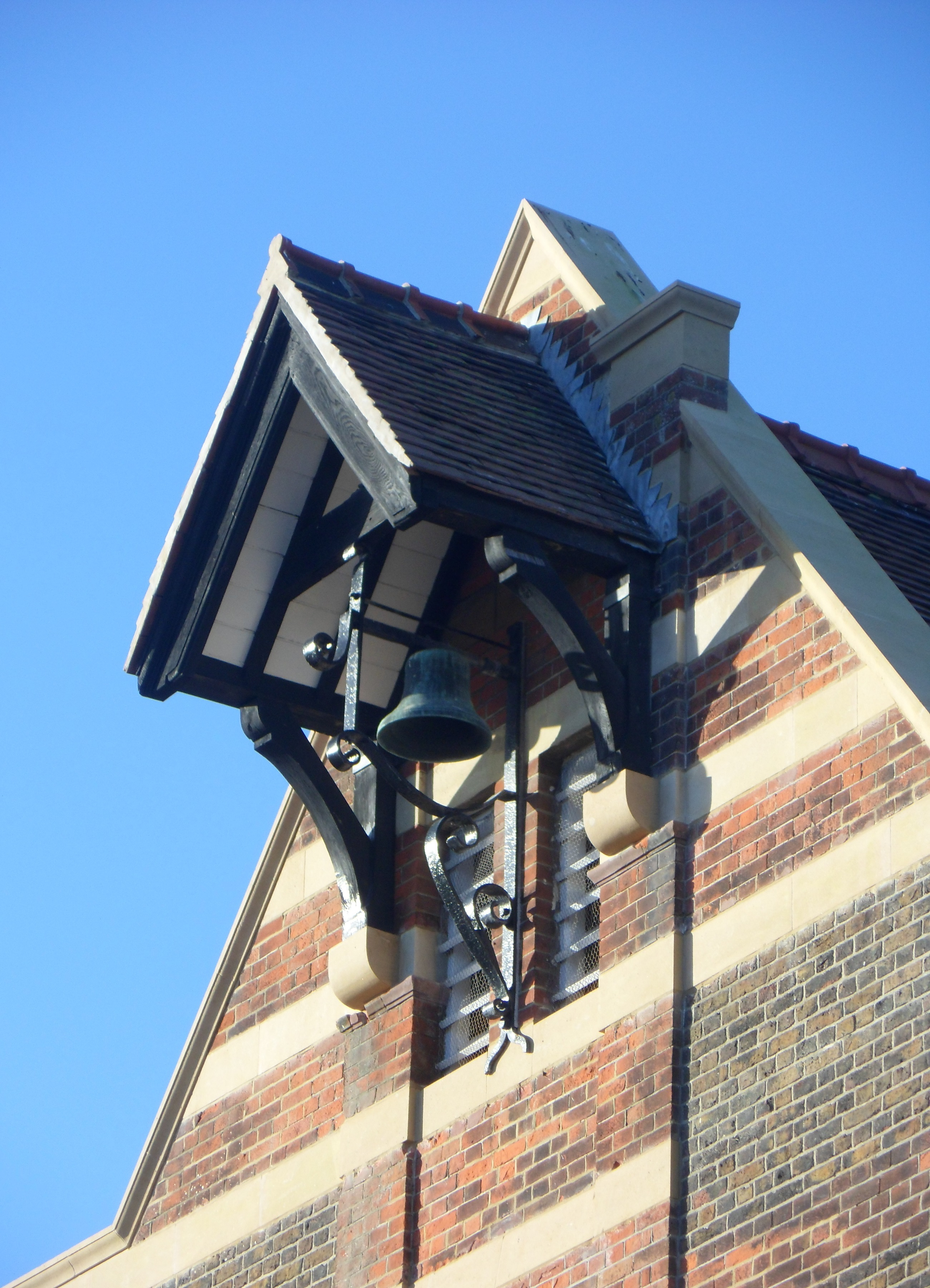
ブライトン（イングランド）の ブレストンビル地区（英語版）のスタンフォード・ロード・スクールにあるベルコート
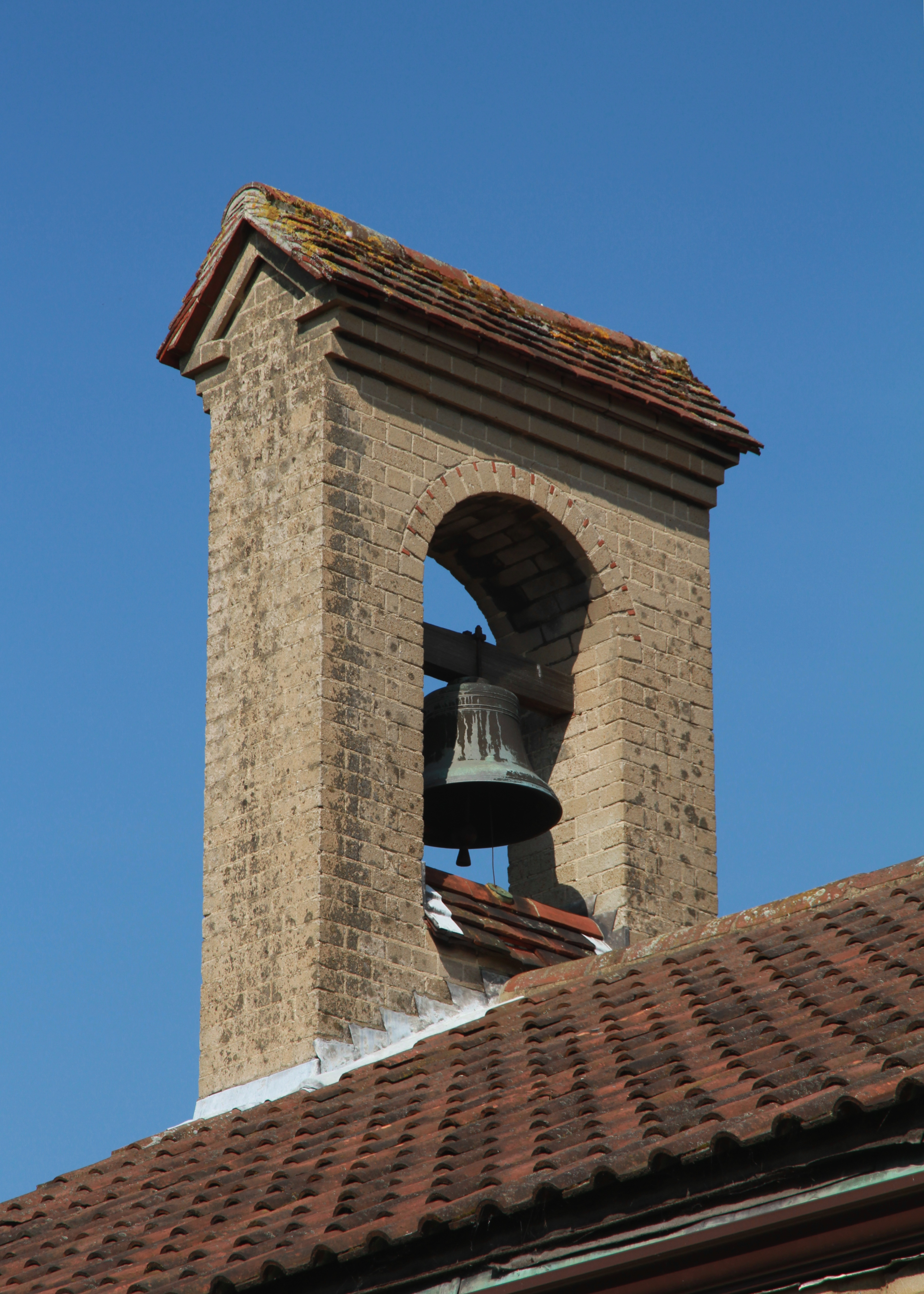
オックスフォードシャー州オックスフォードのコーリー地区（英語版）のチャールズ街に位置する殉教者聖アルバン教区教会のベルコート
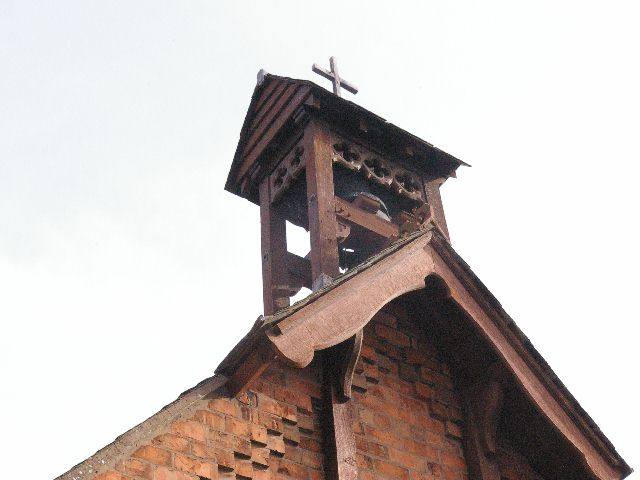
チェシャー州にあるセント・トーマス教会（英語版）のベルコート